# Tašla
Tašla (in russo Ташла?) è un villaggio della Russia europea sudorientale, situato nell'oblast' di Orenburg; è il centro amministrativo del rajon Tašlinskij.
Si trova a 2 chilometri dal fiume Irtek, 160 km a ovest di Orenburg.